# Вишвеша Тиртха Свами
Вишве́ша Ти́ртха Сва́ми (имя при рождении — Венкатарамана Бхат; 24 июня 1931, Удупи, Британская Индия — 29 декабря 2019) — вайшнавский религиозный деятель, глава Педжавара-матха в Удупи — одного из ашта-матхов, основанных вайшнавским ачарьей Мадхвой в XIII веке. Вишвеша Тиртха является 32-м в цепи духовных учителей Педжавара-матха, которая начинается с Адхокшаджи Тиртхи, — одного из прямых учеников Мадхвы.
Венкатарамана Бхат родился 24 июня 1931 года в городе Удупи, Карнатака, Британская Индия. В 1938 году, в возрасте 7 лет, он принял санньясу (уклад жизни в отречении) и вместе с ним новое монашеское имя Вишвеша Тиртха Свами. Он был инициирован в мадхва-сампрадаю Видьяманья Тиртхой из Бандаркери-матха.
Когда в 1953 году пришёл черёд Педжавары-матха управлять Храмом Кришны в Удупи, Вишвеша Тиртха Свами организовал Всеиндийскую конференцию последователей Мадхвы. Во время второго периода правления матха в 1969 году, он провёл реновационные работы в храме, а в свой третий срок правления в 1985 году, — построил в Удупи новый павильон «Кришна-дхарма».
Вишвеша Тиртха Свами активно вовлечён в организации, занимающиеся благотворительностью и социальной поддержкой. Он выступил инициатором создания ряда образовательных и благотворительных учреждений. Так, он основал центр «Акхила бхарат мадхва маха манда», который оказывает поддержку большому количеству студентов из бедных слоёв населения. Вишвеша Тиртха Свами также основал ряд матхов в различных святых местах Индии, в которых оказывается поддержка индуистским паломникам.
Вишвеша Тиртха Свами является одним из советников индуистской националистической партии «Вишва хинду паришад». Он также является одним из активных участников движения, выступающего за строительство индуистского храма в Айодхье и активным участником движения в защиту коров, которое выступает за полный запрет их убийства на территории Индии.
В 1988 году Вишвеша Тиртха Свами назначил своим преемником на посту главы Педжавара-матха Вишвапрасанну Тиртху.
В 2020 году за служение обществу был посмертно награждён орденом «Падма Вибхушан» — второй по значимости гражданской государственной наградой Индии.